# ヴィンセンス (軽巡洋艦)
ヴィンセンス (USS Vincennes, CL-64) は、アメリカ海軍の軽巡洋艦。クリーブランド級軽巡洋艦の1隻。艦名はインディアナ州ヴィンセンスに因む。その名を持つ艦としては3隻目。

## 艦歴
「ヴィンセンス」は1942年3月7日にマサチューセッツ州クインシーのベスレヘム造船で、「フリント (USS Flint) 」として起工した。艦の建造中の1942年8月に第一次ソロモン海戦で重巡洋艦「ヴィンセンス (USS Vincennes, CA-44) 」が戦没する。その名を維持するため、フリントは1942年10月16日にヴィンセンスと改名された。1943年7月17日にアーサー・A・オズボーン夫人（元ハリエット・V・キンメル、重巡洋艦ヴィンセンスの命名者）によって命名、進水し、1944年1月21日に艦長アーサー・D・ブラウン大佐の指揮下就役した。
就役後、ベスレヘム造船での艤装は2月末に完了し、まもなく海上公試が行われた。2月25日から3月末日まで「ヴィンセンス」は英領西インド諸島への巡航および整調巡航を行う。チェサピーク湾地域での短期間の停泊後、トリニダード近海、主としてパリア湾で活動した。
整調後の修理および変更が行われた後、「ヴィンセンス」は第14巡洋艦隊の司令官、ワイルダー・D・ベーカー少将の旗艦となる。ベーカー少将はスタッフと共に4月14日に乗艦した。艦隊には姉妹艦の「マイアミ (USS Miami, CL-89) 」と「ヒューストン (USS Houston, CL-81) 」も含まれた。
4月16日にボストンを出航し、パナマ運河を通過した後5月6日に真珠湾に到着した。翌週はハワイ海域で猛訓練を行う。訓練期間にチェスター・ニミッツ提督が「ヴィンセンス」を訪問し、アリューシャン列島での砲撃作戦の功績により将官達に海軍十字章が授与された。
整調および訓練期間の後、「ヴィンセンス」は5月24日に真珠湾を出航した。途中訓練を行った後、6日後にマジュロ環礁に到着する。その1週間後、マジュロを出航した「ヴィンセンス」は第58任務部隊に合流する。高速空母を中心として形成されたこの強力な艦隊の指揮官はマーク・ミッチャー中将であった。

### マリアナ諸島
「ヴィンセンス」の初陣は小笠原群島への1回目の攻撃だった。日本軍の航空機が空母を狙って反撃に出た際、「ヴィンセンス」は盾となって応戦し、6月10日には一式陸上攻撃機を撃墜している。この戦いで「ヴィンセンス」では初めての死傷者を出した。
6月12日～13日にかけて、「ヴィンセンス」はサイパン島とパガン島の日本軍拠点を攻撃する空母群の護衛に当たった。6月16日には硫黄島への最初の攻撃に参加した。マリアナ沖海戦では対空砲火で日本側の執拗な攻撃を跳ね返した。
6月23日、ベーカー少将は旗艦を「マイアミ」に移し、「ヴィンセンス」をマーシャル諸島のエニウェトク環礁に移動させた。6月27日にエニウェトクに到着した「ヴィンセンス」は、月末までに修理を完了し、7月7日に第14巡洋艦隊に復帰するとベーカー少将は再び将旗を「ヴィンセンス」に掲げた。
7月14日にエニウェトクを出港した「ヴィンセンス」は、第58任務部隊とともにグアム近海で行動し、空母艦載機群は7月18日～21日にかけてグアムの日本軍基地を攻撃した。続く7月27日まで空母部隊とともにテニアン島、ロタ島、グアムへの攻撃に参加した。空母部隊の護衛任務を終えるとマリアナ諸島へ向かい、7月31日にサイパンに投錨した。
8月1日にサイパンを出港した「ヴィンセンス」は空母部隊の護衛任務を再開し、8月4日と5日に小笠原群島への攻撃に参加した。作戦終了後、補給のためエニウェトクへ向かい8月11日に到着した。8月19日、艦隊司令がベイカー少将からフランシス・E・M・ホワイティング少将に交代した。
第34任務部隊に編入された「ヴィンセンス」は8月31日にエニウェトクを出撃し、9月3日に第38.1任務群 (TG38.1) に合流するまで戦術と砲術の訓練を行った。9月6日、TG38.1はパラオ諸島の日本軍拠点を攻撃した。翌日、「ヴィンセンス」は第38.2.5任務隊に加わり、ペリリュー島、Ngesebus島、アンガウル島の日本軍拠点に砲撃を行った。艦長はその日の戦闘記録に砲撃の命中率について「素晴らしかった」と記述している。

### フィリピン
9月8日、「ヴィンセンス」はパラオを離れ、フィリピンへ向かった。9月9日～10日にかけて、空母艦載機群がミンダナオ島を空爆し、巡洋艦隊は9月12日～14日にネグロス島、レイテ島、セブ島、ボホール島を空爆する空母部隊の護衛を行った。「ヴィンセンス」はその後ルソン島沖へ向かい、9月21日～22日にかけて行われた空母部隊による日本軍上陸部隊への攻撃を支援した。航空攻撃は数日後に再開され、「ヴィンセンス」はレイテ島、セブ島、ネグロス島を攻撃する空母部隊を護衛した。
「ヴィンセンス」は、その後すぐに作戦海域を離れ、カロリン諸島で補給を受けた後、10月1日にウルシー環礁へ到着した。しかし、台風の接近を回避するため10月3日に再び出港し、2日後に帰港した。補給を終えた「ヴィンセンス」は10月6日に第38任務部隊と合流した。
10月10日、「ヴィンセンス」と空母部隊は沖縄沖に到着した。空母艦載機群が攻撃を行う間、護衛の艦艇群は陸上からの反撃に備えた。日本側は米空母部隊の接近に気づいておらず、攻撃が始まってから一式陸攻や銀河で空母と護衛艦隊に対し反撃してきたが、その殆どが艦隊上空で戦闘空中哨戒任務 (CAP) についていた米軍機に撃墜された。

### 台湾海域
空母機動部隊は日本占領下のフィリピンへの攻撃に備えて進路を台湾へ向けた。台湾への途上、度々日本の偵察機に遭遇したが、彼らは「ヴィンセンス」をはじめとする護衛艦艇の射程には決して近寄らず、遠距離からの監視をするだけで、
10月12日18時55分、「ヴィンセンス」は戦闘配置につき、それからの15分間（19時3分と同10分）で2機の敵機を撃墜した。
日本軍の航空攻撃は断続的に行われ、20時45分に一旦終息したが、すぐに再開された。敵の偵察機から投下された照明弾が不気味に艦隊を照らし、火線が空を横切る度に敵機が墜落していった。この戦闘でも「ヴィンセンス」は23時40分に敵機を撃墜している。
一連の戦闘で軽巡「ヒューストン」と重巡「キャンベラ (USS Canberra, CA-70) 」が魚雷によって大破し、戦線を離脱することになった。10月16日、撤退する2隻を護衛する部隊が急遽編成され、「ヴィンセンス」はこれに加わり、両艦の撤退を成功させた。

### レイテ沖海戦
その後、「ヴィンセンス」は空母部隊の護衛に戻り、フィリピンのビサヤ諸島周辺で行動した。日本の偵察機が何度も艦隊を包囲するように飛行し、10月24日未明には二式飛行艇1機が米軍の戦闘機に撃墜された。
レイテ沖海戦が始まった10月24日、「ヴィンセンス」を含む第14巡洋艦隊はウィリアム・ハルゼー提督が直率する第38.2任務群 (TG38.2)に加わり（戦闘序列）、栗田健男中将率いる艦隊のサンベルナルジノ海峡突破に備え同海峡東方海上に待機していた。15時40分、TG38.2の位置から北方85マイル (137 km) の地点で小沢治三郎中将率いる空母機動部隊の発見が報告されると、同日のシブヤン海海戦で栗田艦隊は大打撃を被ったと判断していたハルゼーはこれの撃滅を意図して部隊の北上を命じた。TG38.2の空母艦載機群は10月25日8時15分から4度にわたり小沢艦隊を攻撃し、大打撃を与えた（エンガノ岬沖海戦）。
戦闘終了後、「ヴィンセンス」を含むTG38.2は栗田艦隊の残敵掃討を目的にサンベルナルジノ海峡へ向かった。
同日深夜、「ヴィンセンス」のレーダーが敵艦を探知した。「ヴィンセンス」「マイアミ」「ビロクシ (USS Biloxi, CL-80)」の3隻の軽巡は護衛の第103駆逐隊とともにTG38.2を離脱し攻撃に向かった。敵艦を発見した「ヴィンセンス」と僚艦はこれを砲撃し、巡洋艦とみられる敵艦は砲弾を受けて大破し、最後は駆逐艦の魚雷が命中して沈没していった。 後にこの艦は駆逐艦「野分」と判明した。
一連の海戦が終結すると「ヴィンセンス」は10月28日にビサヤ諸島、翌29日にはルソン島沖での警戒任務を行っている。29日には何度も空襲を受けたが、警戒中の友軍機によって8機の敵機が撃墜され、「ヴィンセンス」に大きな被害はなかった。
11月5日～6日にかけて、空母部隊がルソン島の日本軍拠点や施設に攻撃を加える間、「ヴィンセンス」は哨戒任務を続けた。その後、カロリン諸島に向かい、11月9日にウルシー環礁に到着した。補給を受け、5日後にフィリピンの前線に向けて出撃した。
「ヴィンセンス」が前線に復帰したとき、ルソン島の日本軍に対する空爆はかなり進んでいた。日本軍が特攻を多用するようになると戦況は熾烈さを増し、「ヴィンセンス」と作戦行動中の僚艦にも何度も特攻が行われ、空母「ハンコック (USS Hancock, CV-19) 」「イントレピッド (USS Intrepid, CV-11) 」「カボット (USS Cabot, CVL-28) 」が特攻機に突入で被害を出していた。「ヴィンセンス」は警戒をくぐり抜けて「カボット」に突入しようとした特攻機を対空砲火で撃墜したことがあった。
「ヴィンセンス」は補給のためウルシーに戻り、前線へ戻る途中で演習を行った。12月14日～16日にはルソン島近海で空爆を行う空母部隊の支援に当たった。この時、「ヴィンセンス」の先任飛行士ハーバート・K・エヴァンス中尉は艦載の水上機を使用した救出作戦の指揮を執り、後にエア・メダルを受章している。
12月18日、米国艦隊はコブラ台風に遭遇したため、日本軍に対する攻撃を中断した。「ヴィンセンス」は幸運にも台風の被害を受けずに済み、嵐が止んだ後は他の僚艦と共に台風で沈んだ駆逐艦「スペンス (USS Spence, DD-512) 」「モナハン (USS Monaghan, DD-354) 」そして「ハル (USS Hull, DD-350) 」の生存者の捜索を行った。

### 南シナ海 - 東シナ海
12月24日～30日までウルシーでクリスマス休暇を過ごした後、「ヴィンセンス」は台湾沖での空母部隊護衛任務についた。その後、1945年1月初旬に南シナ海に入ったが、敵の襲撃は小規模なものに2回遭遇しただけだった。
インドシナ半島のカムラン湾東部海域を割り当てられた「ヴィンセンス」が属する空母部隊は台湾西岸や中国大陸東岸を攻撃するために北上する前に付近の輸送船を攻撃した。この時の敵の反撃は大きなものだった。
その後の台湾への攻撃では、日本軍機の反撃にあった。1月21日正午過ぎ、1機の特攻機が唸りを上げて急降下してきたため「ヴィンセンス」はこれに発砲した。12時9分、特攻機は空母「タイコンデロガ (USS Ticonderoga, CV-14) 」に突入。「タイコンデロガ」のダメージは大きく、火災が発生して黒煙を上げ始めた。
付近の僚艦が「タイコンデロガ」の救援に駆けつけ、その他の艦は再度の特攻に備えた。12時46分、「ヴィンセンス」が特攻機を発見して発砲し、「マイアミ」との連携で3分後に撃墜した。しかし、その対空砲火も12時55分に「タイコンデロガ」に突入した2機目の特攻機を止めることはできなかった。
沖縄の日本軍基地に対する攻撃を支援した後、「ヴィンセンス」は補給を受けるためウルシーへ向かい、1月26日に到着した。2月10日にウルシーを出発し、その日の夕方には第58.1任務群に合流した。その後行われた砲術演習の際、無線操縦の標的が「ヴィンセンス」の40ミリ機関砲の砲盾に衝突して炎上し、火のついた残骸が船倉まで入り込んでしまった。4人の乗組員が決死の覚悟で船倉に入り、燻る残骸や炎で熱くなっていた弾薬を海に投げ捨て、被害の拡大を防いだ。彼らには後に勲章が授与された。

### 沖縄戦
事故による傷を修復した「ヴィンセンス」は第58.1任務群の一員として日本本土へ向かった。本州の南東海域で活動する空母部隊は東京周辺や小笠原群島南部を攻撃した。空母機動部隊による最初の東京空襲は2月16日に行われ、攻撃は翌日も行われ、その頻度は加速度的に増していき、もはや日本本土は目と鼻の先に迫っていた。その後の数日間、空母部隊は日本本土だけでなく、父島の飛行場も攻撃し、2月25日には東京に対する空爆も行われた。
その4日後、空母部隊は沖縄を攻撃するため艦載機を発進させた。3月1日、「ヴィンセンス」と軽巡「マイアミ」「サンディエゴ (USS San Diego, CL-53) 」そして第61駆逐戦隊は「ヴィンセンス」に座乗したホワイティング少将を司令官として沖大東島に向けて出発し、艦砲射撃で島の日本軍施設を攻撃し大火災を起こした。この戦功によりホワイティング少将はブロンズスターメダルを授与された。
その後の2週間、「ヴィンセンス」は戦闘海域を離れ、訓練と補給を行っていた。しかし、完全に戦闘の緊張から解放されたわけではなく、3月11日にウルシーで2機の特攻機の襲撃を受け、1機は「ヴィンセンス」から僅か3マイル離れた空母「ランドルフ (USS Randolph, CV-15) 」に突入し、もう1機は陸上に墜落した。
1週間後、前線に復帰した「ヴィンセンス」は第58.1任務群と共に九州方面へ向かった。空母艦載機群が九州の日本軍施設を攻撃した後の3月18日、部隊は日本軍航空隊の攻撃を受けた。その日の午後、爆撃機が「ヴィンセンス」の上空300フィート (91 m) の高さを通過した。「ヴィンセンス」の砲撃はこの機体に命中し、20分後には更に1機に命中し、この機体は「ヴィンセンス」の3,000ヤード (2,700 m) 後方の海上に墜落した。翌日6時1分、「ヴィンセンス」は砲撃で空母「ワスプ (USS Wasp, CV-18) 」に接近する日本軍機を撃墜している。3月18日～19日にかけても「ヴィンセンス」は卓越した射撃で日本軍機を撃墜しており、対空砲火の指揮を担当したヘンリー・M・ランバートン大尉がブロンズスターメダルを授与された。
「ヴィンセンス」は3月23日～25日まで沖縄の東海上で作戦行動に従事し、第58.1任務群の空母は沖縄の日本軍に対する空爆を行うため艦載機を発進させた。3月27日～4月5日まで、「ヴィンセンス」は上陸地点として目星をつけた島の東～南東海域で行動した。その間の3月31日、「ヴィンセンス」所属の水上機部隊は敵の激しい銃撃下で墜落した友軍機パイロットの救助活動を行い、H. H. エヴァンス中尉に殊勲飛行十字章、ジョージ・A・グリーンウッド中尉と両中尉の機体の後部座席に乗っていた下士官2名にエア・メダルが授与された。
4月1日、第58.1任務群は日本軍の猛攻にあったが、艦船は12機の敵機を撃墜し、「ヴィンセンス」はこのうち3機の撃墜を補助したことが認定されている。同日13時21分、艦砲射撃の直撃を受けた敵機が「ヴィンセンス」の僅か50フィート (15 m) 後方に墜落したが、これが「ヴィンセンス」が遭遇した最も危険な瞬間とされている。
その後、「ヴィンセンス」は第58任務部隊の様々な任務群に所属し、沖縄と九州を攻撃する空母の支援任務にあたった。4月7日からの3週間は、沖縄侵攻が急ピッチで進む一方で、日本軍の頻繁かつ執拗な攻撃に悩まされた。敵機の多くはCAP任務の戦闘機に撃墜されたが、時には哨戒機の間を縫って突入してきた機体を対空砲火で撃ち落とさなければならないほどの敵機が押し寄せたこともあった。ウルシーで補給を受けた後、「ヴィンセンス」は第58.1任務群と共に沖縄に残り、5月17日に沖縄の沿岸砲台の制圧を命じられるまで九州へ向かう空母部隊の護衛任務をこなしていた。
「ヴィンセンス」は姉妹艦の「ヴィックスバーグ (USS Vicksburg, CL-86) 」と共に砲台攻撃にあたり、その後の30日間中27日間を昼夜を問わず砲撃を加えた。この戦闘で「ヴィンセンス」の6インチ砲は5,836発、5インチ砲は10,583発の砲弾を発射した。「ヴィンセンス」の航空監視員と陸上下記監視員は艦砲射撃の効果について、
- 大型の海岸砲と兵士の宿舎を破壊した。
- 迫撃砲陣地に直撃弾を命中させ、9つの砲台と弾薬庫を破壊した。
- 沿岸砲台を破壊し、少なくとも5つの洞窟の入口破壊して使用不能にした

と報告している。「ヴィンセンス」の水上機部隊は各機がそれぞれ10回の哨戒任務をこなし、エヴァンス中尉は殊勲飛行十字章（金星付）を、グリーンウッド中尉も殊勲飛行十字章を授与されている。

### 終戦～戦後
「ヴィンセンス」は6月16日に最後の一斉射撃を行い海岸砲台を落とすと、その後オーバーホールのため帰国の途に就く。真珠湾を経由し、7月8日にメア・アイランド海軍工廠に到着、有効性試験が完了する8月末まで留まった。
オーバーホールの間の8月15日に日本は降伏し、太平洋戦争は終了した。「ヴィンセンス」はオーバーホール後の公試が終わると、8月29日にサンディエゴに移動し整調を行い、サン・クレメンテ島沖で回復訓練に入る。
その後、「ヴィンセンス」はマジック・カーペット作戦に加わり、水兵および海兵隊員を乗せて真珠湾と西海岸を往復した。この任務は秋まで続けられ、続いてニューカレドニアのヌメアで南太平洋軍司令官ポール・ヘンドレン少将の旗艦となる。10月25日にヘンドレン少将を乗せ、ガダルカナル島、ラッセル諸島、ツラギ島、エスピリトゥサント島、エファテ島を視察、11月5日にヌメアに帰還した。この巡航期間に「ヴィンセンス」はその名の由来となった同名艦が沈む地点を通過した。
「ヴィンセンス」は続いてニュージーランド海域へ2度の巡航を行い、その後300名の帰還兵を乗せて帰路に就いた。1946年3月23日にサンフランシスコで帰還兵を降ろし、不活性化のためメア・アイランドへ向かった。
「ヴィンセンス」は1946年9月10日に退役した。1966年4月1日に除籍され、その後ミサイル実験の標的艦として海没処分された。
「ヴィンセンス」は第二次世界大戦の戦功で6個の従軍星章を受章した。